# 世田谷区立弦巻小学校
世田谷区立弦巻小学校（せたがやくりつ つるまきしょうがっこう）は、東京都世田谷区弦巻1丁目にある区立小学校。

## 沿革
- 1942年（昭和17年）
  - 4月1日 - 結解久夫が初代校長に着任。
  - 10月22日 - 桜・駒沢・深沢の各小学校から独立し、東京府東京市弦巻国民学校として開校。
- 1943年（昭和18年）7月1日 - 東京府と東京市が統合した東京都発足（東京都制施行）により、東京都弦巻国民学校と改称。
- 1947年（昭和22年）4月1日 - 学制改革により、東京都世田谷区立弦巻小学校と改称。
- 1952年（昭和27年）
  - 2月2日 - 第一次増築工事完成。
  - 10月30日 - 開校10周年記念式典挙行。
- 1953年（昭和28年）10月22日 - 第二次増築工事完成し、同日校歌制定。
- 1954年（昭和29年）9月20日 - 特殊学級（現知的固定支援学級6組）開設。
- 1957年（昭和32年）12月23日 - 第三次増築工事完成。
- 1960年（昭和35年）3月1日 - 特殊学級（現知的固定支援学級6組）2教室に改造。
- 1962年（昭和37年）10月26日 - 開校20周年記念式典挙行。
- 1963年（昭和38年）6月19日 - 体育館完成。
- 1969年（昭和44年）
  - 3月10日 - 第一次鉄筋校舎工事完成。
  - 3月30日 - 新プール完成。
- 1971年（昭和46年）12月24日 - 第二次鉄筋校舎工事完成。
- 1973年（昭和48年）2月21日 - 第三次鉄筋校舎工事完成。
- 1982年（昭和57年）10月30日 - 開校40周年記念式典挙行。
- 1983年（昭和58年）12月26日 - プール改修工事完成。
- 1985年（昭和60年）
  - 8月30日 - 6組教室改装工事完成。
  - 11月22日 - 校舎フェンス工事完成。
- 1992年（平成4年）10月24日 - 開校50周年記念式典挙行。
- 1999年（平成11年）
  - 3月31日 - ランチルーム完成。
  - 4月1日 - 教育相談室開設。
  - 10月2日 - いのちの碑設置し、祈念植樹。
  - 10月29日 - 第一次校舎内大規模改修工事完成。
- 2000年（平成12年）10月30日 - 第二次校舎内大規模改修工事完成。
- 2001年（平成13年）3月31日 - プール改修工事完成。
- 2002年（平成14年）10月19日 - 開校60周年記念式典挙行。
- 2007年（平成19年）
  - 3月31日 - 教室冷房設置工事完成。
  - 9月6日 - 水道直結化工事完成。
- 2008年（平成20年）9月26日 - 体育館耐震工事完了。
- 2009年（平成21年）3月10日 - 全教室と特別教室に50インチテレビを配置。
- 2012年（平成24年）
  - 10月13日 - 開校70周年記念子どもまつり開催。
  - 10月20日 - 開校70周年記念式典挙行し、記念コンサート開催。
- 2014年（平成26年）10月15日 - タブレット端末40台先行配置。
- 2015年（平成27年）
  - 4月1日 - 学校図書館改善校指定。
  - 9月1日 - 学校図書館司書（委託事業）週6日配置開始。
- 2016年（平成28年）4月1日 - 東京都オリンピック・パラリンピック推進教育重点校指定（障害者理解の推進）。
- 2017年（平成29年）
  - 10月18日 - 開校75周年記念児童集会開催。
  - 10月31日 - 東校舎外壁改修工事完了。
- 2018年（平成30年）10月31日 - 北校舎外壁改修工事完了。
- 2022年（令和4年）10月1日 - 開校80周年記念式典挙行[2]。

## 教育目標
- やさしく
- かしこく
- たくましく

## 学区
出典
- 弦巻1丁目（全域）
- 弦巻2丁目（全域）
- 上馬4丁目（39番～41番）
- 上馬5丁目（全域）
- 駒沢2丁目（40番～42番・61番）
- 世田谷1丁目（1番～15番）
- 世田谷4丁目（1番～6番・7番(13号～17号)）

## 進学先中学校
出典
- 世田谷区立弦巻中学校 - 下記駒沢中学校の通学区域を除く地域から通う児童の主な進学先
- 世田谷区立駒沢中学校 - 弦巻1丁目（1番～5番）、上馬4丁目、上馬5丁目（19番～22番・26番を除く地域）、駒沢2丁目から通う児童の主な進学先

## 交通アクセス
- 東急バス「向天神橋」停留所下車後、学校プールそばの南門まで、
  - 「渋05」（渋谷駅行）・「反11」（五反田駅行）の各系統で、のりばaから、徒歩約375m・約6分。
  - 「渋05」・「反11」の各系統（共に弦巻営業所行）で、のりばbから、徒歩約410m・約7分。
  - 「等11」系統（等々力操車所行）で、のりばcから、徒歩約390m・約6分。
  - 「等11」系統（桜小学校行）で、のりばdから、徒歩約375m・約6分。
  - 「等13」系統（等々力操車所行）で、のりばeから、徒歩約235m・約4分。
- 東急電鉄
  - 世田谷線世田谷駅より、駒留通り沿いの正門まで、
    - 上町・三軒茶屋方面行のりばから、徒歩約535m・約8分。
    - 下高井戸行のりばから、徒歩約520m・約8分。

  - 田園都市線駒沢大学駅（西口）から、学校プールそばの南門まで、徒歩約1240m・約19分。